# Stadion Leśny w Sopocie
Stadion Leśny – wielofunkcyjny stadion sportowy leżący na terytorium Sopotu. Obiekt powstał w latach 20. XX wieku. Wyposażony w bieżnię lekkoatletyczną stadion położony jest na skraju Trójmiejskiego Parku Krajobrazowego. Trybuny obiektu mogą pomieścić około 5000 widzów.
Decyzję o budowie obiektu podjęto 21 maja 1923 r., zaś oddany został do użytku w 1926 r. Nazwano go wówczas Boiskiem Stulecia, co związane było z rocznicą istnienia kąpieliska w Sopocie. Budowa kosztowała 50 milionów marek.